# Alexandre Rodrigues
Alexandre Rodrigues, född 1983 i Rio de Janeiro, är en brasiliansk skådespelare.

## Filmografi (i urval)
- 2002 - Cidade de Deus
- 2003 - Cidade dos Homens
- 2018 – E.A.S.: Esquadrão Antissequestro